# Henry Pittock
Henry Lewis Pittock (1er mars 1835 – 28 janvier 1919) était un homme d’affaires d’Oregon spécialisé dans le domaine de la presse, dans l’exploitation du bois et de la production de papier. Il fut un membre actif du parti républicain, un franc-maçon et un aventurier. On le considère comme le fondateur du célèbre quotidien The Oregonian bien que celui-ci existait déjà avant son rachat sous forme d’hebdomadaire. Il serait le premier homme à avoir escaladé le mont Hood bien que cette première ascension soit contestée avec Thomas J. Dryer.

## Biographie
Né au Royaume-Uni, fils de Frederick et Susanna Bonner Pittock, sa famille déménage à Pittsburgh en Pennsylvanie alors qu’il est seulement âgé de quatre ans. Son père y développe une affaire dans le domaine de l’imprimerie. Troisième d’une famille de huit enfants, il apprend à travailler dans l’imprimerie de son père dès douze ans. Alors qu’il a dix-sept ans, lui et son frère Robert, se décident à migrer dans l’Ouest.
Pittock arrive dans le Territoire de l'Oregon en octobre 1853. Dans la localité d’Oregon City, il ne parvient pas à décrocher un emploi au sein de l’imprimerie Oregon Spectator, le plus gros éditeur de journaux du territoire à ce moment. Il travaillera alors pour Thomas J. Dryer, le fondateur et éditeur de l’hebdomadaire Oregonian dans la ville de Portland. Au début, sa seule rémunération consiste au logement offert par son employeur. Après six mois, il touchera un salaire équivalent à 900 dollars par an. Par la suite, il reçoit des parts dans l’affaire en tant que salaire. Dryer était alors plus intéressé dans la politique que dans son journal ce qui fait que Pittock devient petit à petit le manager et l’éditeur de l’hebdomadaire. Malgré cela, Dryer n’a pas les moyens de donner un salaire à Pittock chaque mois.
En tant qu’aventurier, il est connu pour avoir escaladé en premier le mont Hood le 11 juillet 1857 bien que son employeur Thomas J. Dryer se revendiqua aussi comme étant le premier.
Il se marie à Georgiana Martin Burton, la fille d’un meunier en 1860. Le couple a cinq enfants et vit alors dans une petite maison achetée pour 300 dollars en 1856. En 1861, le président américain Lincoln récompense Dryer pour son aide lors de sa campagne électorale en lui donnant un poste dans son administration. Dryer offre alors le journal à Pittock en compensation de ses salaires impayés. Pittock commence alors à publier le journal Morning Oregonian quotidiennement dès le 4 février 1861 grâce à une nouvelle presse fonctionnant à la vapeur. La compétition avec les trois autres quotidiens de Portland est rude. Ses concurrents Times et Advertiser semblent alors en meilleure position pour s’imposer.
Pour atteindre la place du journal le plus vendu de Portland, il élabore un système très couteux en vue d’obtenir en premier les dernières informations relatives à la Guerre de Sécession. La plus proche ligne de télégraphe se situe à l’époque en Californie au niveau de la localité d’Yreka. Pittock utilise alors un système de relais par cheval pour que les informations lui soient fournies le plus vite possible au départ d’Yreka. Les nouvelles arrivent alors à Portland plusieurs jours en avance par rapport aux concurrents qui utilisaient l’information en provenance de San Francisco par bateaux.

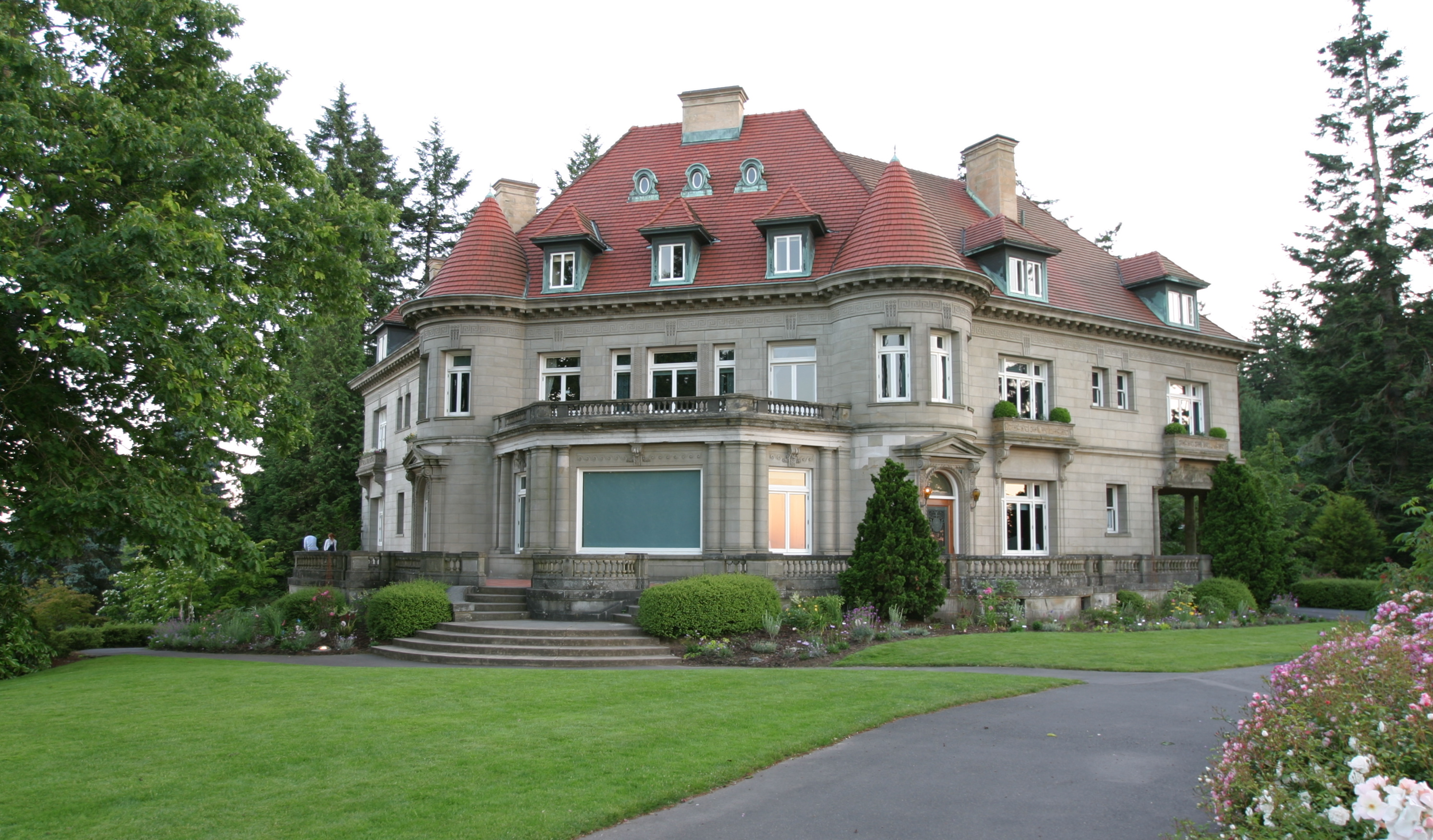
Manoir de Pittock.

Pittock se fera même de l’opérateur du télégraphe un bon ami et lorsque la nouvelle de l’assassinat de Lincoln arrivera, ce dernier bloquera l’information quelque temps pour que Pittock soit le seul à avoir le scoop. Le journal Oregonian devient au fil du temps le premier journal de Portland.
L’éditeur de longue date du journal Harvey W. Scott clamera que Pittock lui aurait promis la moitié des parts du journal en 1877. Pourtant, Pittock s’alliera au riche sénateur américain Henry Winslow Corbett. Scott vivra mal cette trahison qui laissera des traces durant plusieurs générations.
En 1866, Pittock conclut un partenariat dans le plus important moulin à papier du nord-ouest américain. La Columbia River Paper Co. est ensuite formée par Pittock et Joseph K. Gill en 1884.
En 1884, de nouvelles presses font monter la capacité de production de12 000 à 24 000 exemplaires par heure. Pittock investit son argent dans des banques, dans de l’immobilier, dans des compagnies de transport et dans l’industrie forestière. En 1909, il entreprend la construction d’un manoir (Pittock Mansion) de 22 pièces. Pittock décède le 28 janvier 1919 laissant derrière lui une fortune estimée à 7 894 778 dollars. Pittock est enterré au cimetière River View Cemetery de Portland.